# Parque nacional Ciervo de los Pantanos

EL Parque Nacional Ciervo de los Pantanos es un área natural protegida de Argentina creada en la provincia de Buenos Aires mediante la promulgación de la ley n.º 27456 el 10 de octubre de 2018. Forma parte del Sistema Nacional de Áreas Protegidas de Argentina, por lo cual es administrado por la Administración de Parques Nacionales de acuerdo a la ley n.º 22351. Está conformado en su mayor parte por terrenos de la Reserva natural Otamendi y de la Reserva Natural Río Luján. La declaración como parque nacional de esta zona favorece su conservación y sustentabilidad dado que la Reserva natural Otamendi fue declarada como sitio Ramsar en 2008 y AICA (Área Importante para la Conservación de las Aves). Los límites del parque fueron ampliados de 3000 hectáreas a 5.561,31 hectáreas el 16 de noviembre de 2021. 

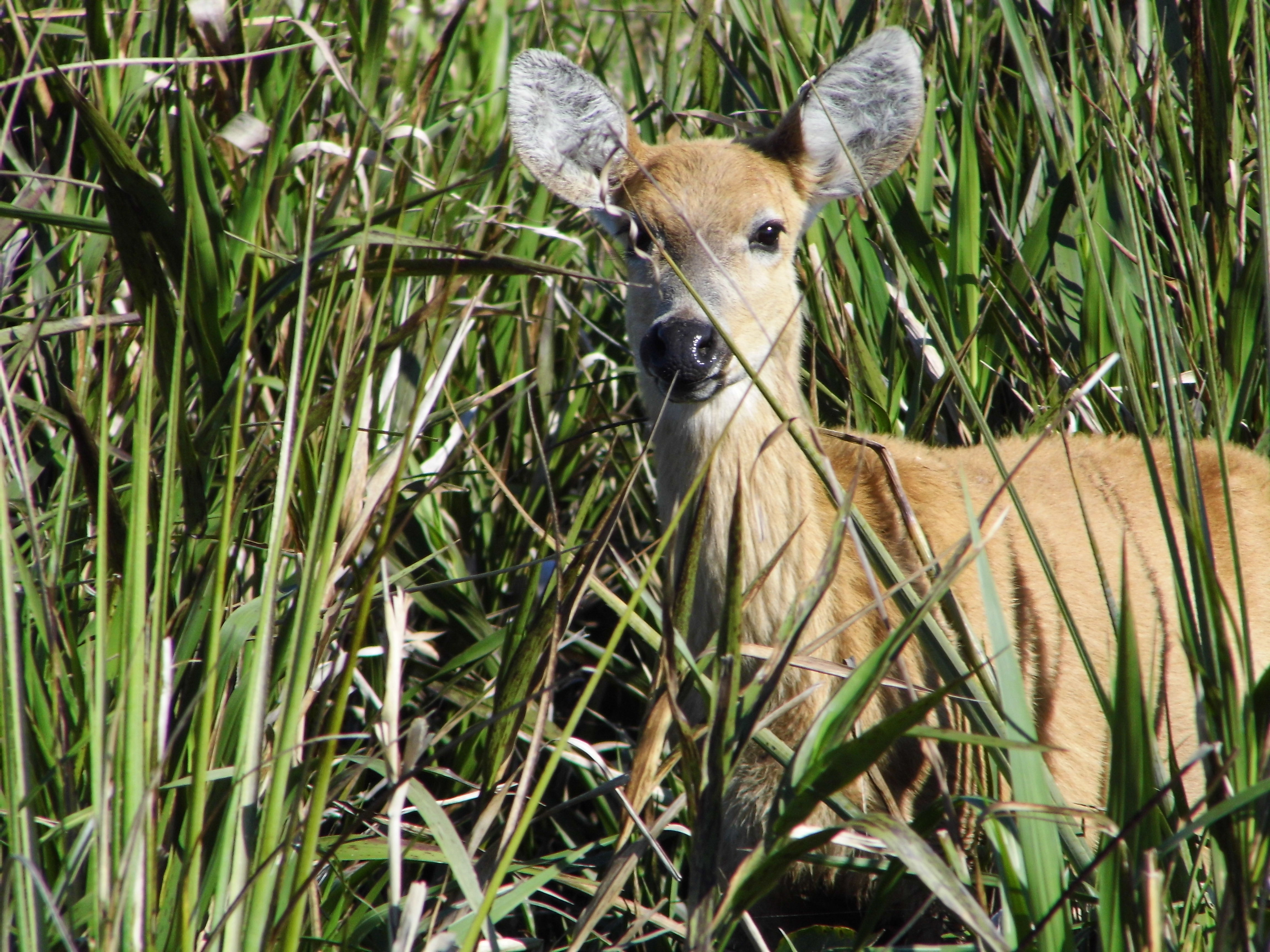
Un ejemplar hembra de un ciervo de los pantanos

## Toponimia
El nombre del parque hace referencia a su especie emblema y monumento natural, Blastocerus dichotomus (ciervo de los pantanos), el mayor de los cérvidos de América del Sur.

## Ubicación
Este espacio está ubicado en el partido de Campana a 7 km de la ciudad de Campana y a 69 km de la ciudad de Buenos Aires.
En detalle se conforma por los siguientes 4 espacios:
- Reserva zona Río Luján
- Reserva zona Colinas de Otamendi
- Reserva zona Paraná de las Palmas, sobre la costa del río Paraná de las Palmas
- Reserva zona Islas Campana

## Historia

### Reserva Natural Otamendi
La reserva natural Otamendi fue una reserva ecológica perteneciente al Sistema Nacional de Áreas Protegidas de Argentina ubicada en el partido de Campana, provincia de Buenos Aires. Se encontraba a orillas del río Paraná de las Palmas a la altura del barrio Las Colinas de Otamendi a 7 km de la ciudad de Campana y a 69 km de Buenos Aires. Fue declarada sitio Ramsar el 22 de marzo de 2008.

#### Creación y categorización
Los terrenos de la reserva pertenecían al ingeniero Rómulo Otamendi (1852-1934), quién trabajó en delimitaciones del trazado de los ferrocarriles en Argentina, por lo cual recibió en recompensa las tierras que conforman la reserva. Su propiedad fue legada y tras varias administraciones en la década de 1980 estaba abandonada. Entonces el Poder ejecutivo nacional dio la propiedad al control de la Administración de Parques Nacionales.
La categoría reserva natural estricta fue creada por el decreto n.º 2148/1990 de 10 de octubre de 1990 para ser aplicada por decreto del Gobierno nacional a sectores de los parques nacionales existentes y convertirlos en sus núcleos intangibles. Fue definida como: aquellas áreas del dominio de la Nación de gran valor biológico que sean representativas de los distintos ecosistemas del país o que contengan importantes poblaciones de especies animales o vegetales autóctonas. Esta norma fue complementada por el decreto n.º 2149/1990 del mismo día que creó reservas naturales estrictas ubicadas en parques nacionales y en el monumento nacional de los Bosques Petrificados. Este decreto creó además 3 reservas naturales estrictas en áreas de dominio de la Nación que no estaban incorporadas al sistema nacional, entre ellas la reserva Otamendi, en las que las provincias mantuvieron su jurisdicción respectiva no cedida. Para crear la reserva natural estricta Otamendi el decreto designó a un terreno del Consejo Nacional de la Minoridad y Familia en el partido de Campana.

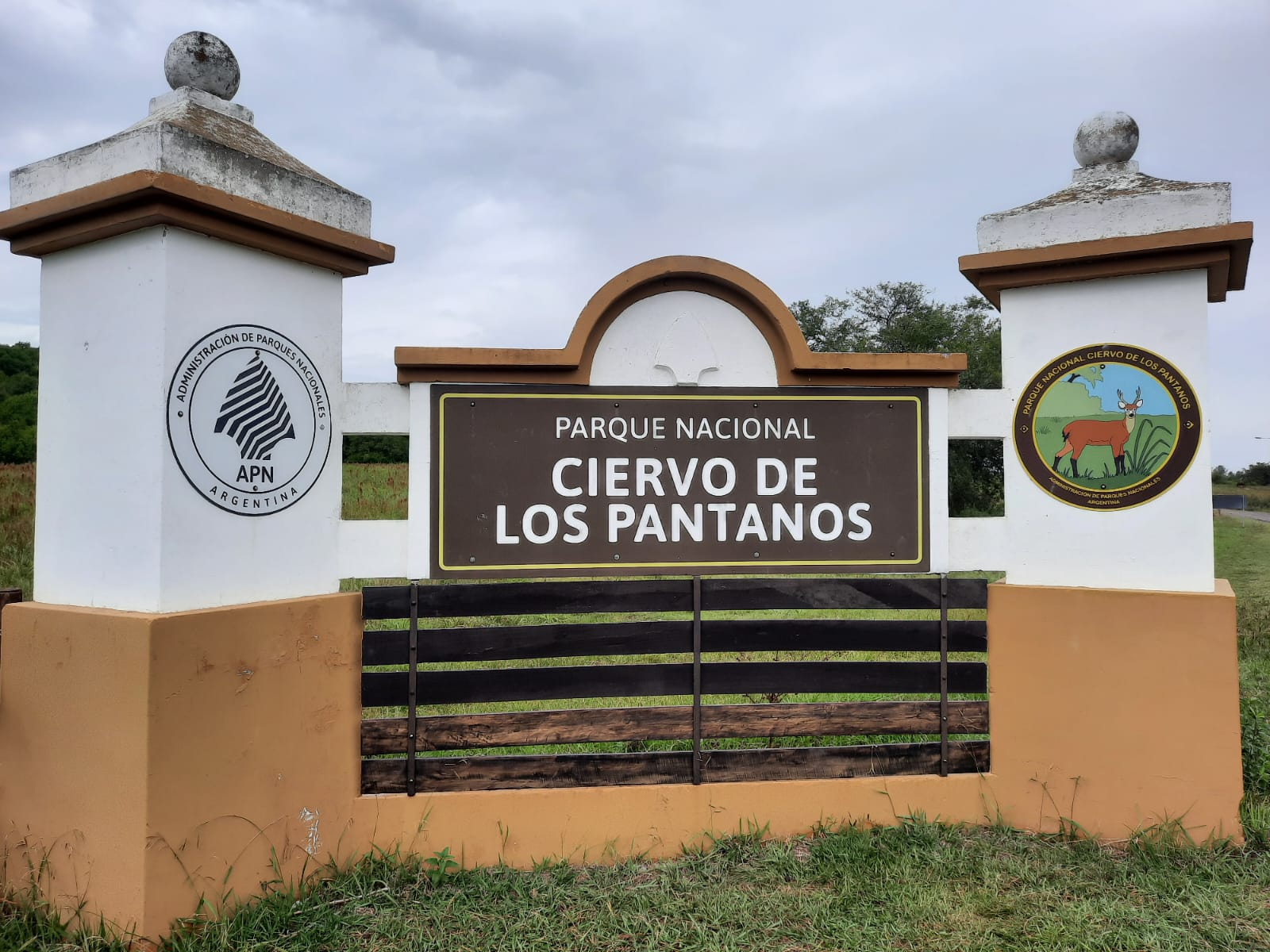
Acceso al Parque Nacional Ciervo de los Pantanos

La puesta en valor de sus ambientes y la operatoria como área natural protegida promovieron la redefinición de su categoría de manejo. Es así que el 24 de marzo de 1994 el decreto n.º 453/1994 creó las reservas naturales silvestres y educativas, dividiendo los terrenos de la reserva natural Otamendi entre las tres categorías: estricta, silvestre y educativa.
La categoría reserva natural silvestre fue establecida por el decreto n.º 453/1994 de 24 de marzo de 1994 para ser declarada por el Poder ejecutivo nacional en: aquellas áreas de extensión considerable que conserven inalterada o muy poco modificada la cualidad silvestre de su ambiente natural y cuya contribución a la conservación de la diversidad biológica sea particularmente significativa en virtud de contener representaciones válidas de uno o más ecosistemas, poblaciones animales o vegetales valiosas a dicho fin, a las cuales se les otorgue especial protección para preservar la mencionada condición. El mismo decreto creó la categoría reserva natural educativa, definida como aquellas áreas que, por sus particularidades o por su ubicación contigua o cercana a las Reservas Naturales Estrictas o Silvestres, brinden oportunidades especiales de educación ambiental o de interpretación de la naturaleza.

#### Proyecto de transformación en parque nacional
La Legislatura de la provincia de Buenos Aires sancionó en diciembre de 2017 la ley n.º 15006, promulgada en enero de 2018, mediante la cual transfirió tierras fiscales a la Nación con destino a la creación del parque nacional Ciervo de los Pantanos. Este parque se formó (cuando el Congreso nacional sancionó su creación) con 3000 hectáreas de la reserva natural Otamendi 1500 hectáreas de la Reserva natural Río Luján (provincial) y un sector de islas del delta del Paraná en el partido de Campana, totalizando todo el proyecto 5300 hectáreas. El nuevo parque alberga 309 especies de aves y 49 de mamíferos y se encuentra a solo 60 kilómetros al noroeste de la CABA.

### Creación del parque nacional

#### Cesión de jurisdicción por la provincia de Buenos Aires
El 10 de enero de 2018 la Legislatura de la provincia de Buenos Aires sancionó la ley provincial n.º 15006 mediante la cual cedió al Estado Nacional la jurisdicción ambiental de terrenos:

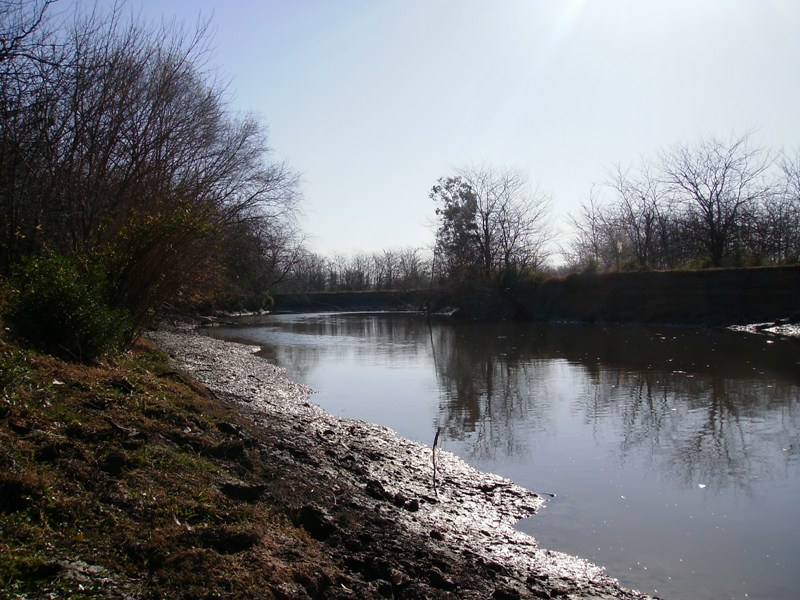
Vista del Río Luján dentro de la reserva natural

Artículo 1°: Transfiérese al Estado Nacional, la jurisdicción sobre el predio cuya individualización y límites se describe en el anexo I, apartados 1, 2, 3 y anexo II, que forman parte de la presente, ubicado en las secciones Rural e Islas Campana, ambas del Partido de Campana, con cargo de incorporar el área descripta al sistema de la Ley N° 22.351 de Parques Nacionales, Monumentos Naturales y Reservas Nacionales, bajo el nombre genérico de “Parque Nacional Ciervo de los Pantanos”.

#### Ley de creación del parque nacional
El 10 de octubre de 2018 el Estado Nacional acepta la transferencia de los terrenos mediante la ley n.º 27456:

Artículo 1º– Acéptase la transferencia de jurisdicción efectuada por la provincia de Buenos Aires al Estado nacional mediante el artículo 1º de la ley provincial 14.874 –texto ordenado por la ley provincial 15.006–, sobre un área de aproximadamente cinco mil ochenta y ocho hectáreas (5.088 ha), cuyas parcelas se describen en el anexo I de la presente.

Y en la misma ley se crea el parque nacional Ciervo de los Pantanos:

Art. 4º- Encontrándose cumplidos los requisitos previstos por los artículos 1º, 3º y concordantes de la ley 22.351, créase el Parque Nacional Ciervo de los Pantanos cuyo territorio se describe gráficamente en el anexo II y el cual, a partir de la promulgación de la presente, quedará sometido al régimen de la citada Ley de Parques Nacionales, Monumentos Naturales y Reservas Nacionales.

## Características

### Geografía
Los ambientes representados pertenecen a la ecorregiones del delta e Islas del Paraná, pastizal pampeano y espinal compuesto en su mayor parte por humedales. 

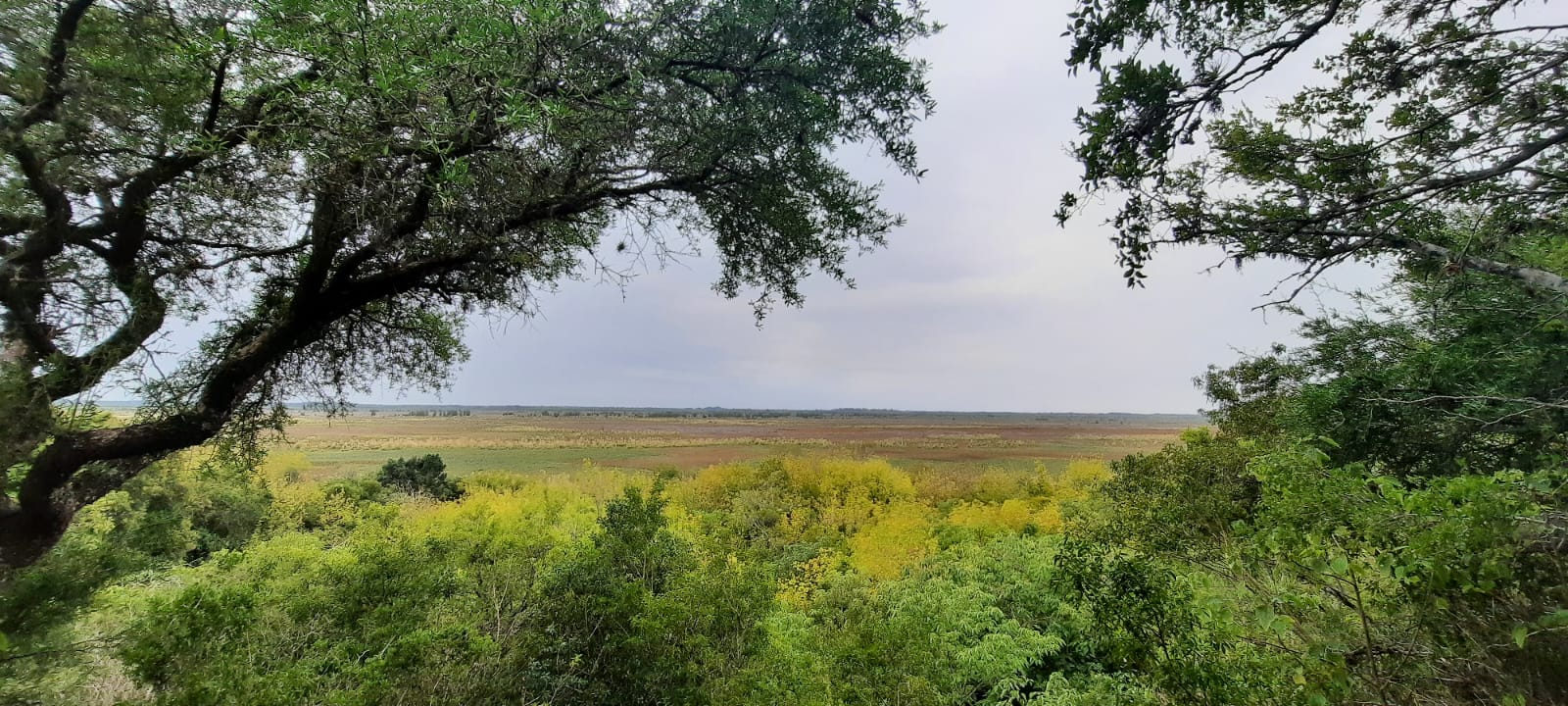
Vista panorámica mirador de la barranca en Parque Nacional Ciervo de los Pantanos

### Recursos naturales

#### Flora
La vegetación se distribuye en diferentes ambientes naturales entre los cuales se pueden destacar la presencia de arbustos y árboles de porte mediano desarrollados en la márgenes de los río Paraná y Luján denominado selva ribereña. Entre las principales especies de esta zona se encuentran árboles como el sauce criollo (Salix humboldtiana), el aliso de río (Tessaria integrifolia), la anacahuita (Blepharocalyx salicifolius), el curupí (Sapium haematospermum), el ceibo (Erythrina crista-galli) y la palmera pindó (Syagrus romanzoffiana) y bajo su sombra diversos arbustos, lianas, enredaderas, helechos, cactus y claveles del aire.
Cerca de la riberas de los ríos se encuentran pajonales de espadaña (Zizaniopsis bonariensis) con algunos ceibos dispersos, continuando con totorales y juncales. En esa área se pueden encontrar el junco (Schoenoplectus californicus), la totora (Typha latifolia) y la paja brava (Scirpus giganteus); y plantas acuáticas como el helechito de agua (Salvinia rotundifolia), la lenteja de agua (Lemna minima) y el camalote (Eichornia spp).

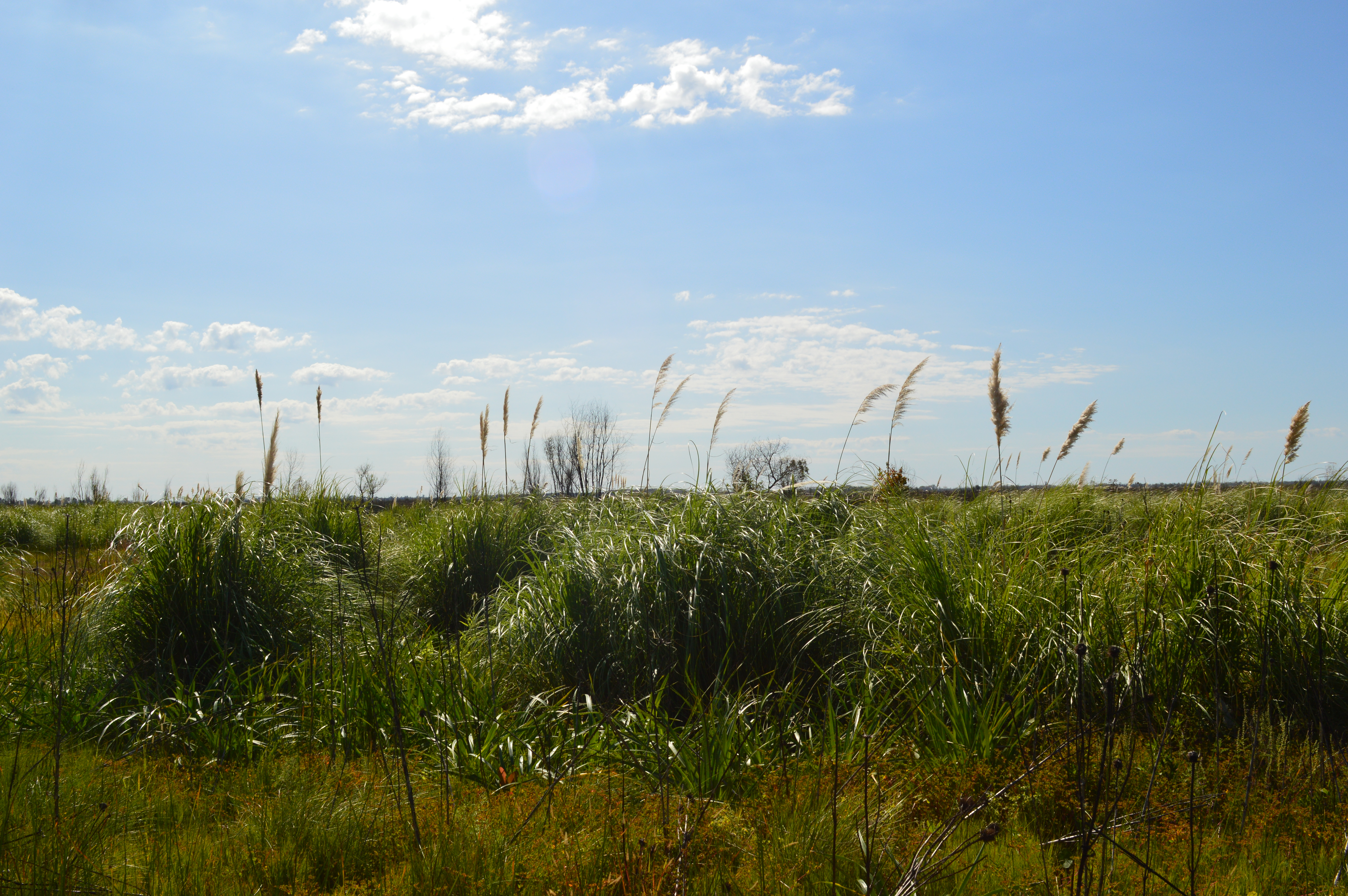
Vista del pastizal con cortaderas.

Hacia el oeste se destacan los pastizales y espartillares distribuidos en una extensa llanura aluvial, donde de acuerdo a la salinidad de los suelos pueden hallarse especies como la cortadera (Cortaderia selloana), las gramíneas halófilas de escasa altura como el pasto salado o pelo de chancho (Distichlis spicata) y en aquellos pantanosos y arcillosos con espartillo (Spartina densiflora), en ocasiones acompañado por cortadera y el guaycurú (Limonium brasiliense). En algunos casos se conforma un hunquillar, conformado por manchones de matos esféricos de hunco (Juncus acutus).
Es diferenciable también un ambiente compuesto por pastizales característicos de la llanura pampeana con algunas especies de árboles. 

Se encuentran además numerosos árboles tala (Celtis tala), ejemplar protegido por la Administración de Parques Nacionales conformando el talar y otras especies como el ombú (Phytolacca dioica), el sauco (Sambucus australis) y el molle (Schinus longifolius).

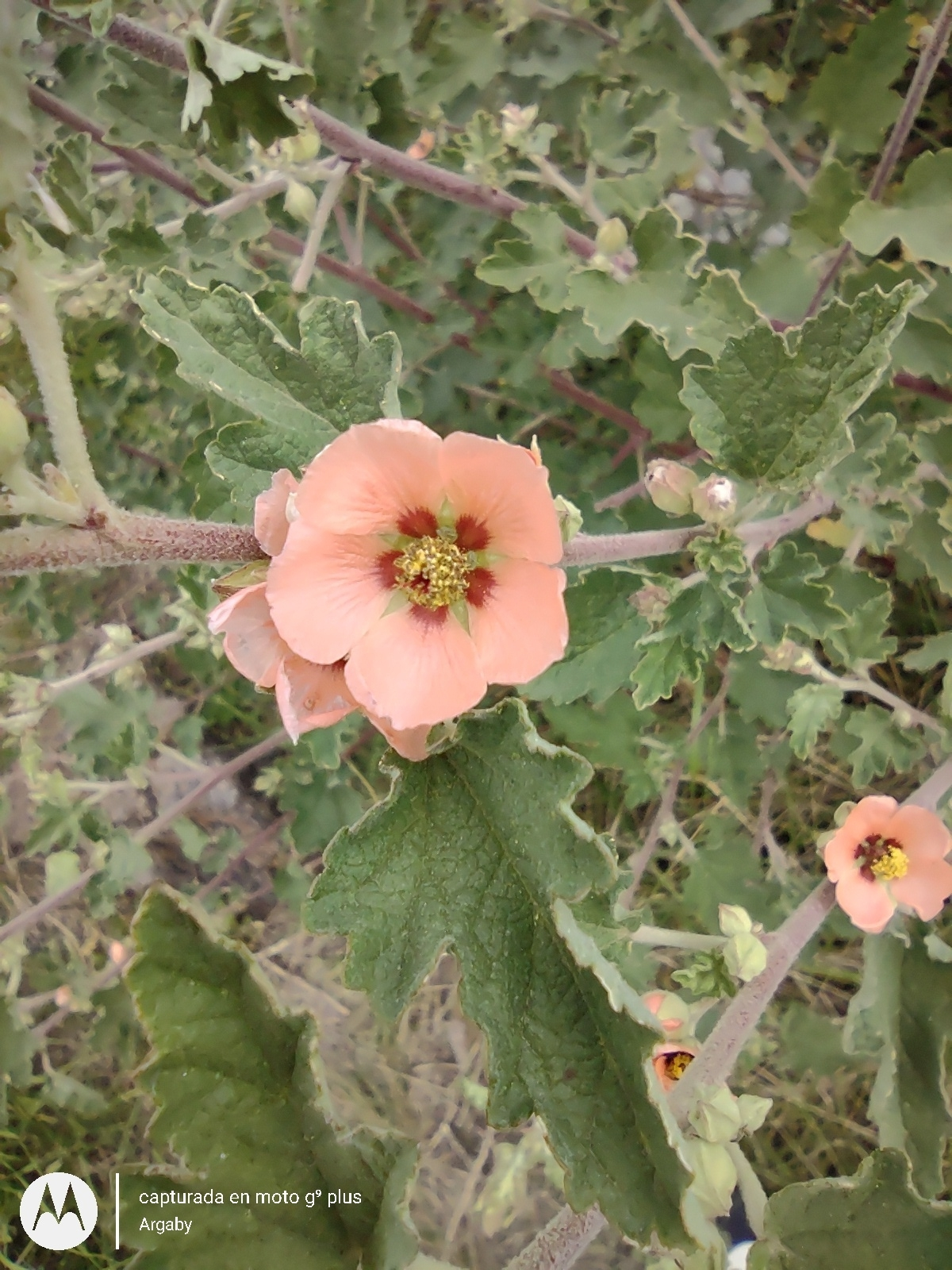
Sphaeralcea bonariensis
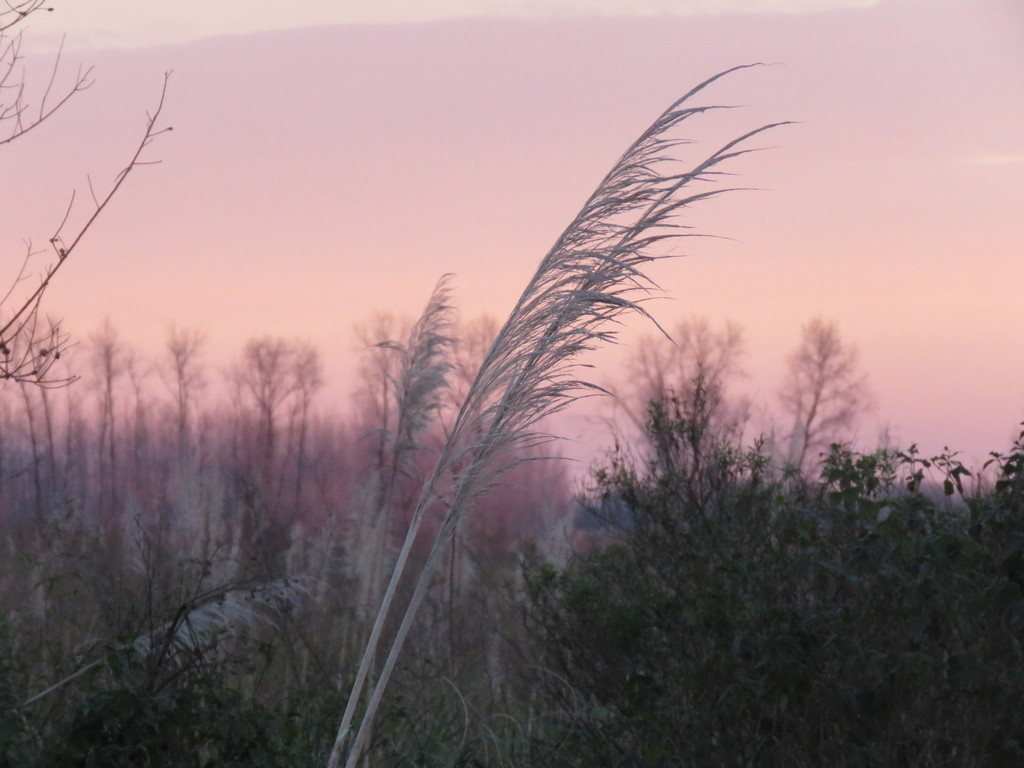
Cortaderia selloana
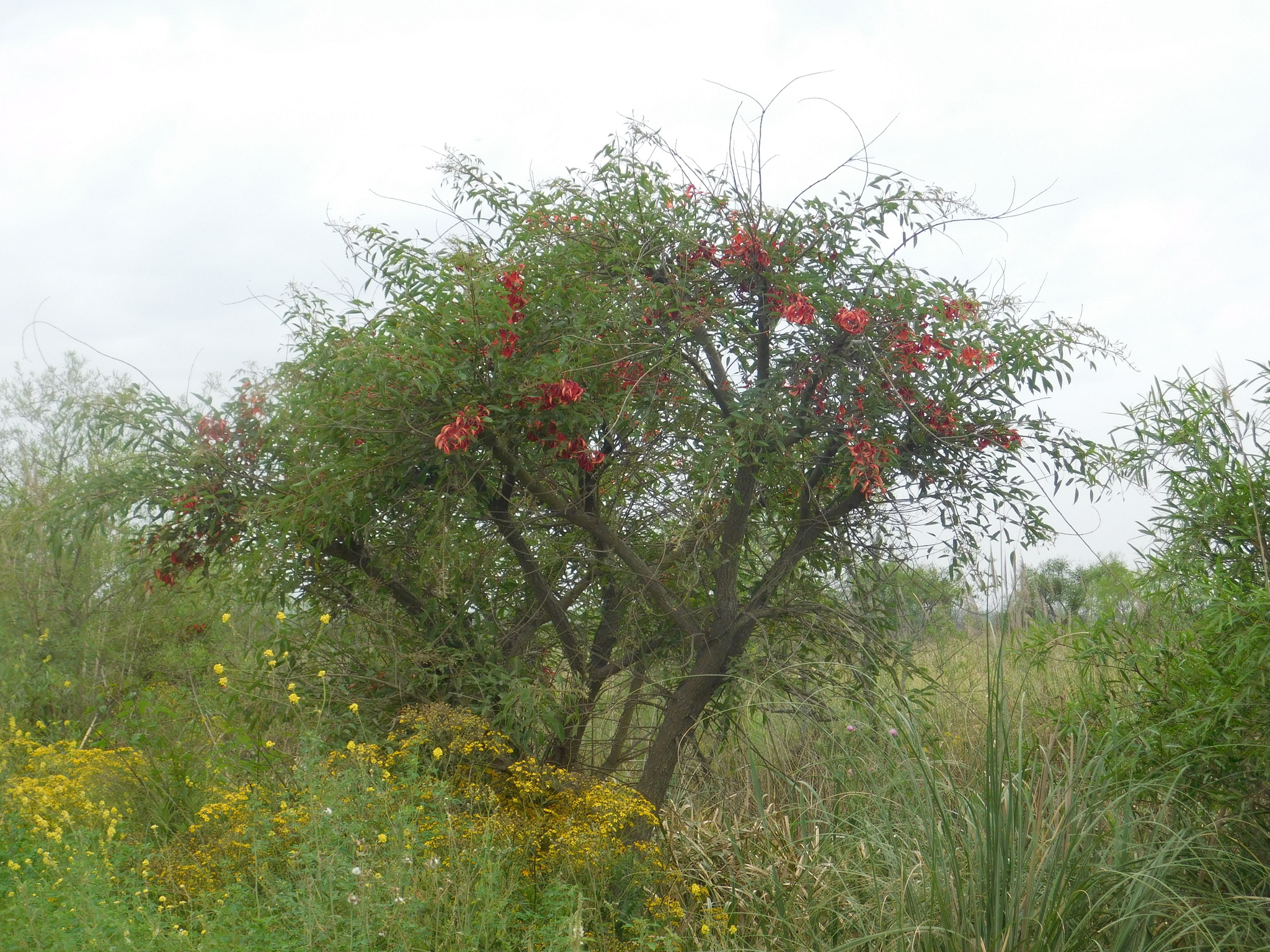
Ceibo (Erythrina crista-galli) dentro del parque
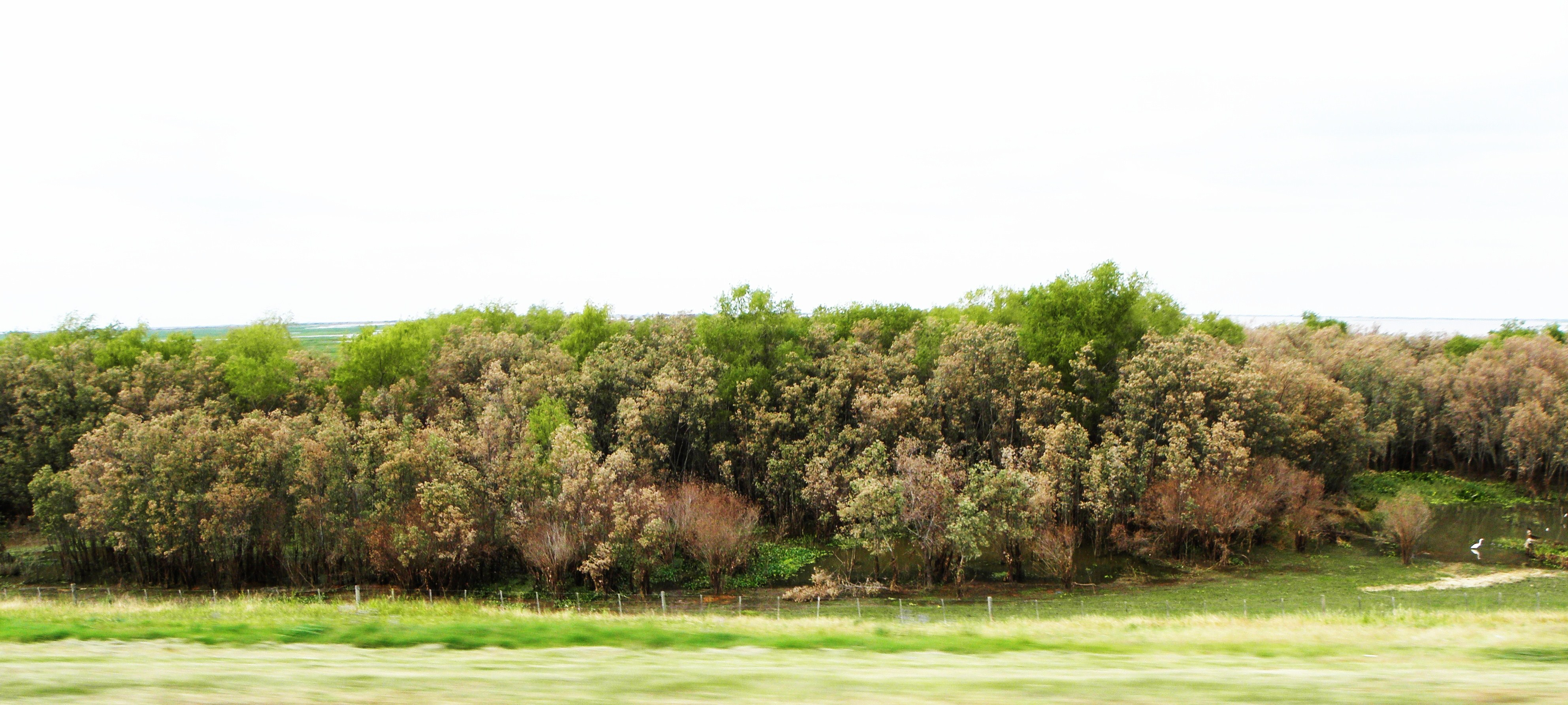
Sauce criollo (Salix humboldtiana) y aliso de río (Tessaria integrifolia)

#### Fauna
El ecosistema del parque nacional está habitado por una importante cantidad y diversidad de especies de animales. El 70% de las especies de aves de la región pampeana forman parte de la biodiversidad de este espacio natural.

##### Artrópodos
En el parque se encuentran arañas como Aysha, Gayena prosemi, Ctenus taeniatus, Lobizon corondaensis, Lobizon humilis, Lobizon minor, Lobizon otamendi, Ariadna mollis y Leucauge.
Entre los insectos podemos encontrar picudos (Heilipodus), hormigas (Culex, Acromyrmex ambiguus, Acromyrmex heyeri, Acromyrmex lundi), dípteros (Myrmosicarius catharinensis'), chicharritas (Tapajosa rubromarginata), mariposas (Doxocopa laurentia, Riodina lysippoides, Diaethria candrena, Doxocopa kallina, Parides bunichus).

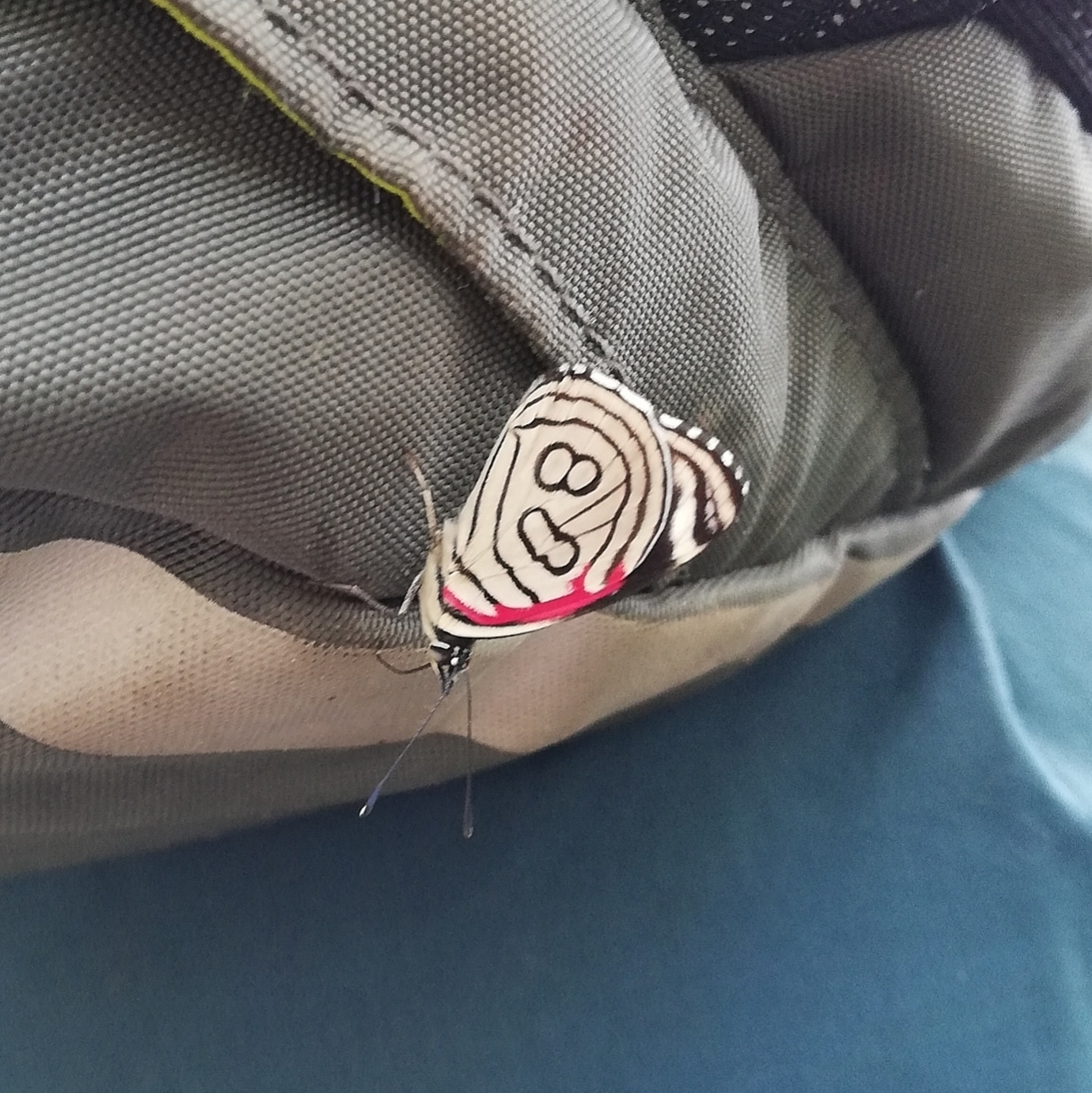
mariposa ochenta chica (Diaethria candrena) dentro del Parque Nacional Ciervo de los Pantanos.
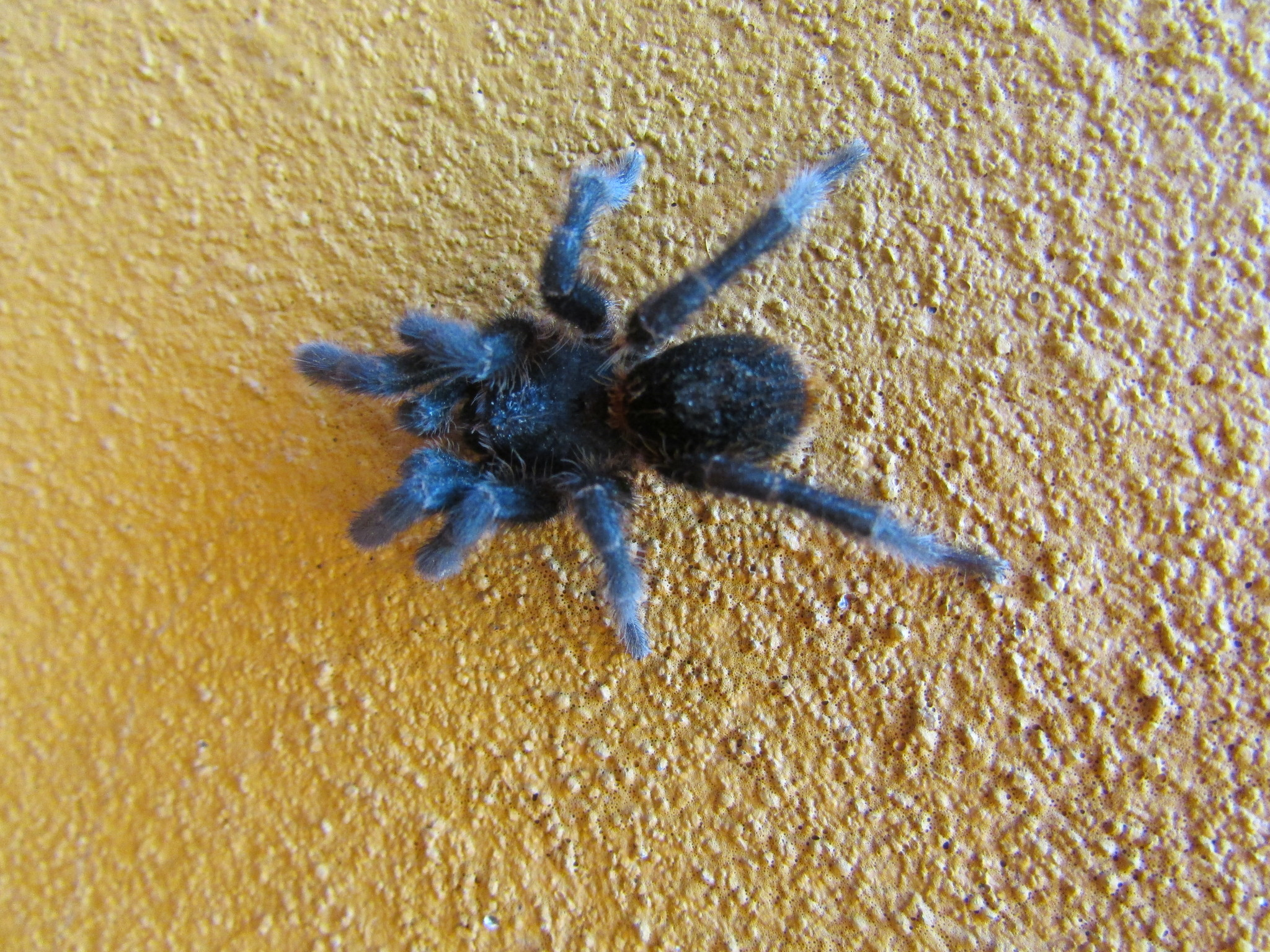
tarántula enana Homoeomma uruguayense dentro del Parque Nacional

##### Vertebrados
Hay numerosas especies de peces como mojarras (Astyanax, Ctenobrycon alleni), mojarritas (Cheirodon interruptus), maripositas (Characidium rachovii), sabalitos (Cyphocharax, Steindachnerina biornata), chafalote (Steindachnerina biornata), tararira común (Hoplias malabaricus), sábalo (Prochilodus lineatus), madrecitas (Jenynsia lineata, Cnesterodon decemmaculatus, Phalloceros caudimaculatus) banderitas (Eigenmannia virescens), chanchitas (Australoheros facetus), siete colores (Gymnogeophagus), coridoras (Corydoras paleatus), bagres (Pimelodella laticeps), viejas de agua (Loricariidae).
Hay una gran variedad de aves (aproximadamente 240 especies detectadas) entre las cuales se pueden mencionar la espartillero enano (Spartonoica maluroides), el burrito negruzco (Porzana spiloptera) y la pajonalera de pico recto (Limnoctites rectirostris), el federal (Amblyramphus holosericeus), el pecho amarillo común (Pseudoleistes virescens) y el gavilán planeador (Circus buffoni). En las lagunas hay varias especies de patos, gallaretas, chorlos y playeros. En la costa se encuentran pavas de monte común (Penelope obscura), boyeros negros (Cacicus solitarius) y los arañeros (Basileuterus culicivorus).
Entre los mamíferos el ejemplar más destacado es el ciervo de los pantanos (Blastocerus dichotomus) que da el nombre al parque. Hay varias especies de murciélagos, el moloso común (Tadarida brasiliensis), el moloso castaño (Molossus molossus) y el murciélago orejas de ratón (Myotis levis). Se pueden encontrar una gran variedad de roedores representados por varias especies de especies de ratones, como el de campo (Akodon azarae), el isleño (Deltamys kempi), endémico de la cuenca del Plata, el hocicudo común (Oxymycterus rufus) y la rata nutria colorada (Holochilus brasiliensis). Se encuentran además el cuis (Cavia aperea) y el coipo (Myocastor coypus) y el carpincho (Hydrochaeris hydrochaeris). De los carnívoros se puede encontrar el gato montés (Oncifelis geoffroyi) y el lobito de río (Lontra longicaudis). Dentro de los marsupiales hay 3 especies de comadrejas: la overa (Didelphis albiventris, la colorada (Lutreolina crassicaudata) y la ágil (Gracilinanus agilis). 
Entre los anfibios se encuentra la rana criolla (Leptodactylus ocellatus), el escuerzo Ceratophrys ornata y el sapito cavador Rhinella fernandezae.
Entre los reptiles se encuentra la tortuga pintada (Trachemys dorbignyi), la falsa yarará caracolera pampeana (Tomodon ocellatus) y la lagartija Liolaemus anomalus.

Algunos ejemplares de fauna del Parque nacional Ciervo de los Pantanos
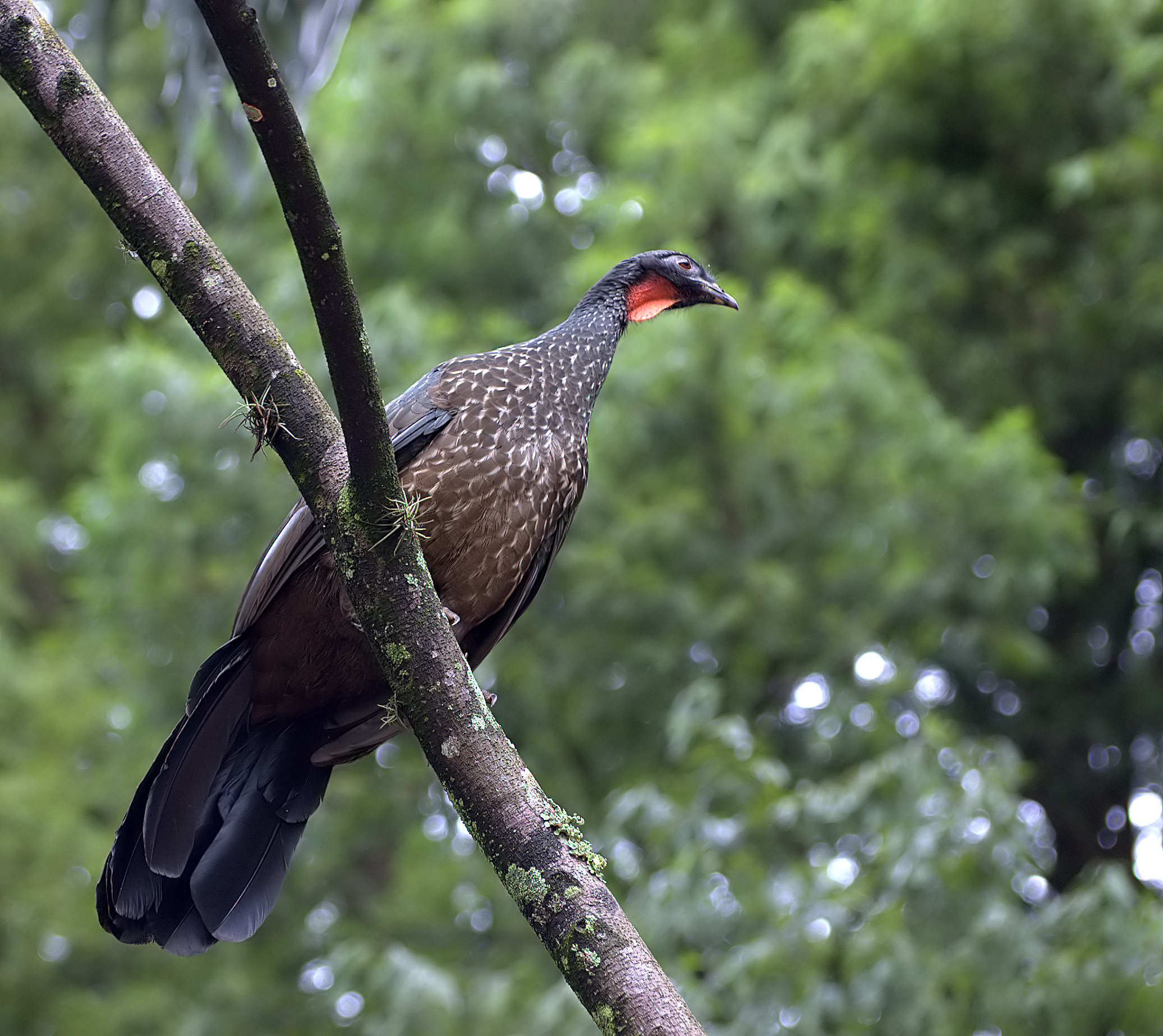
Penelope obscura
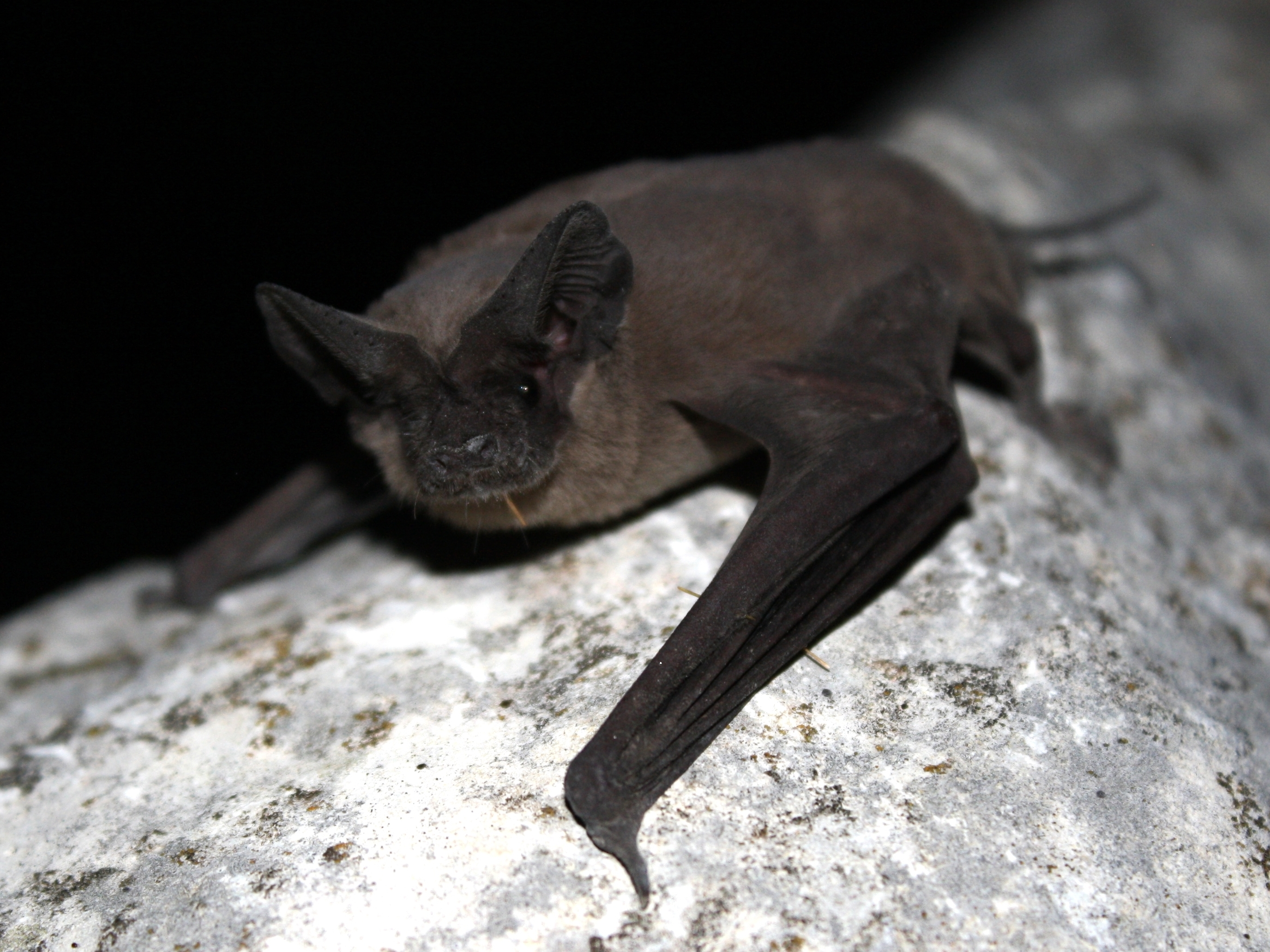
Tadarida brasiliensis
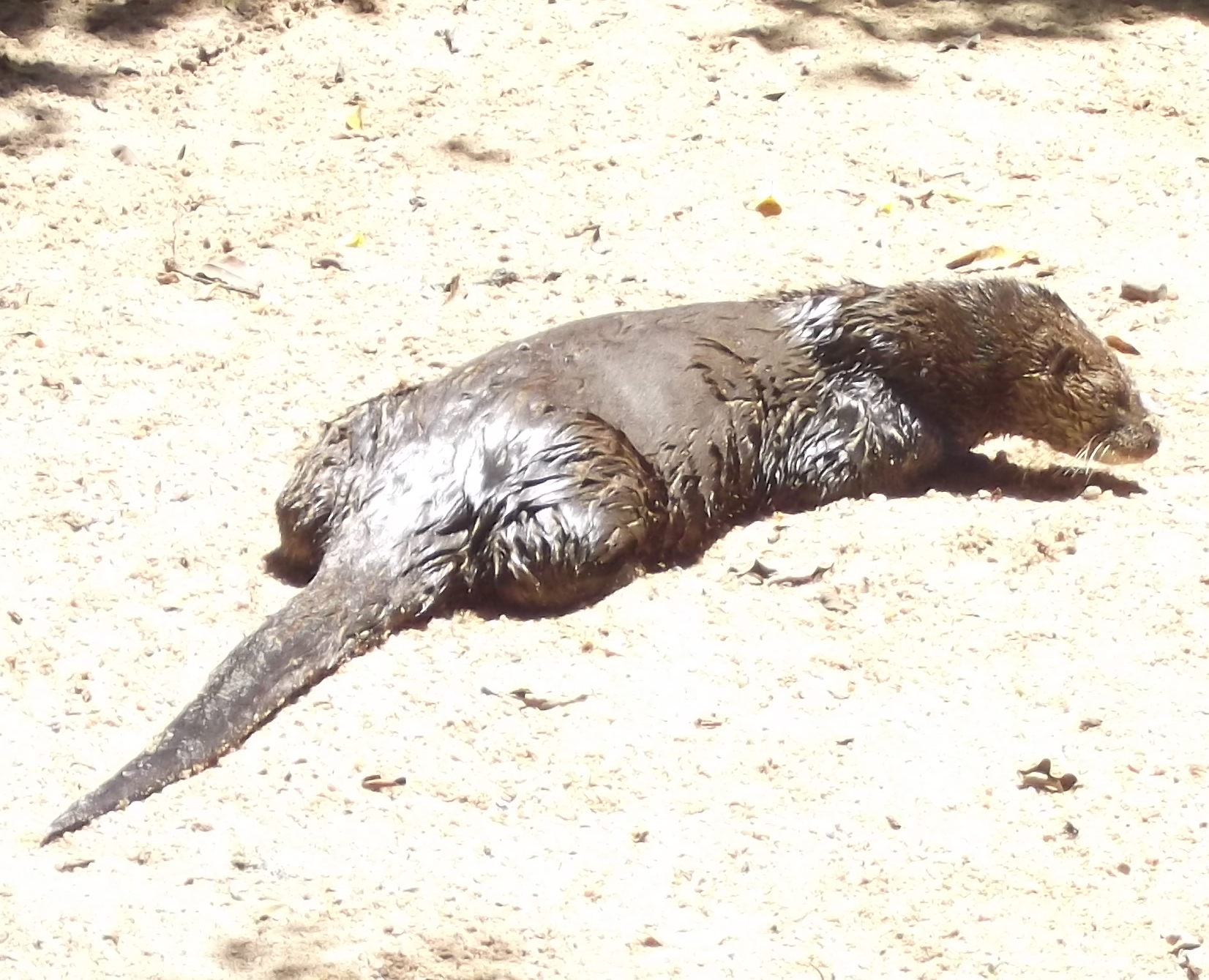
Lontra longicaudis
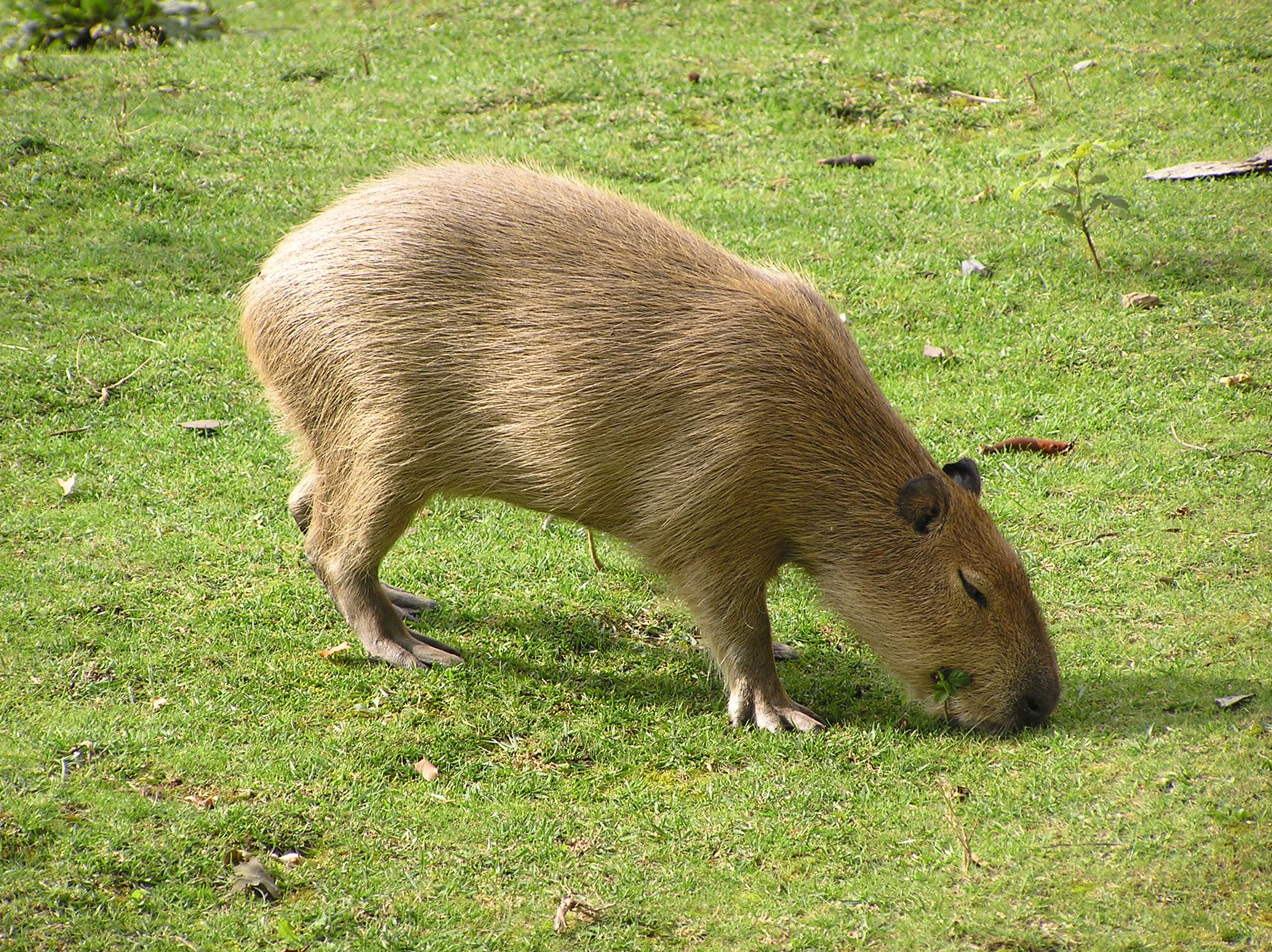
Hydrochaeris hydrochaeris
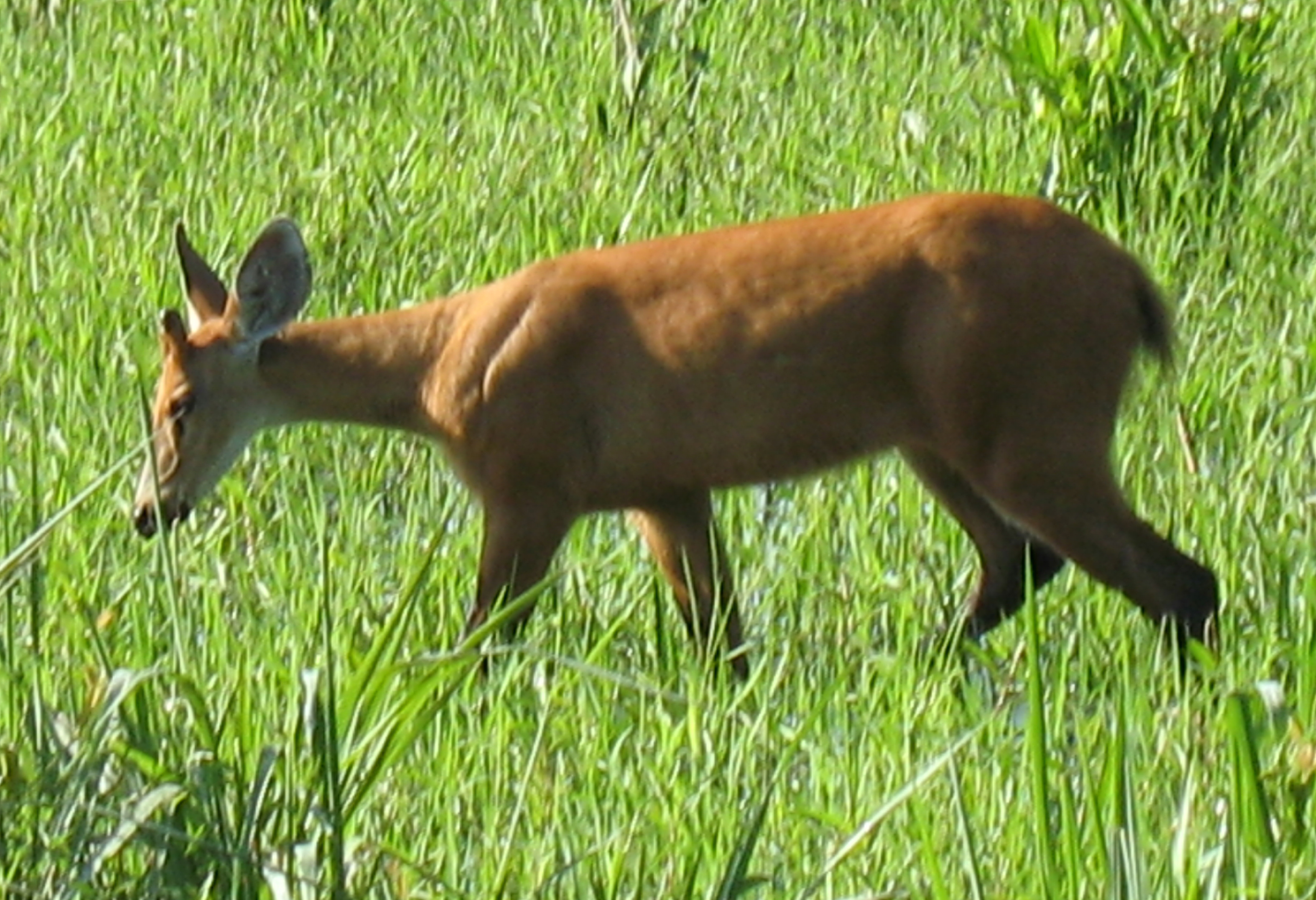
Blastocerus dichotomus
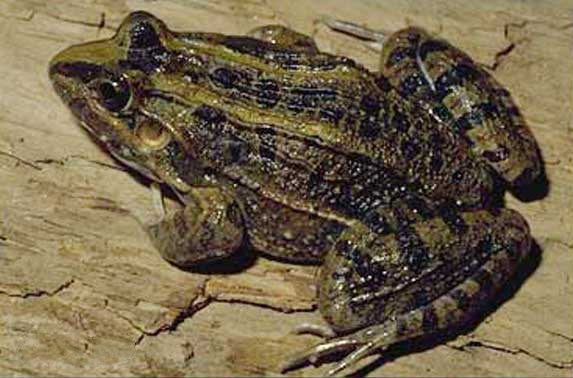
Leptodactylus ocellatus
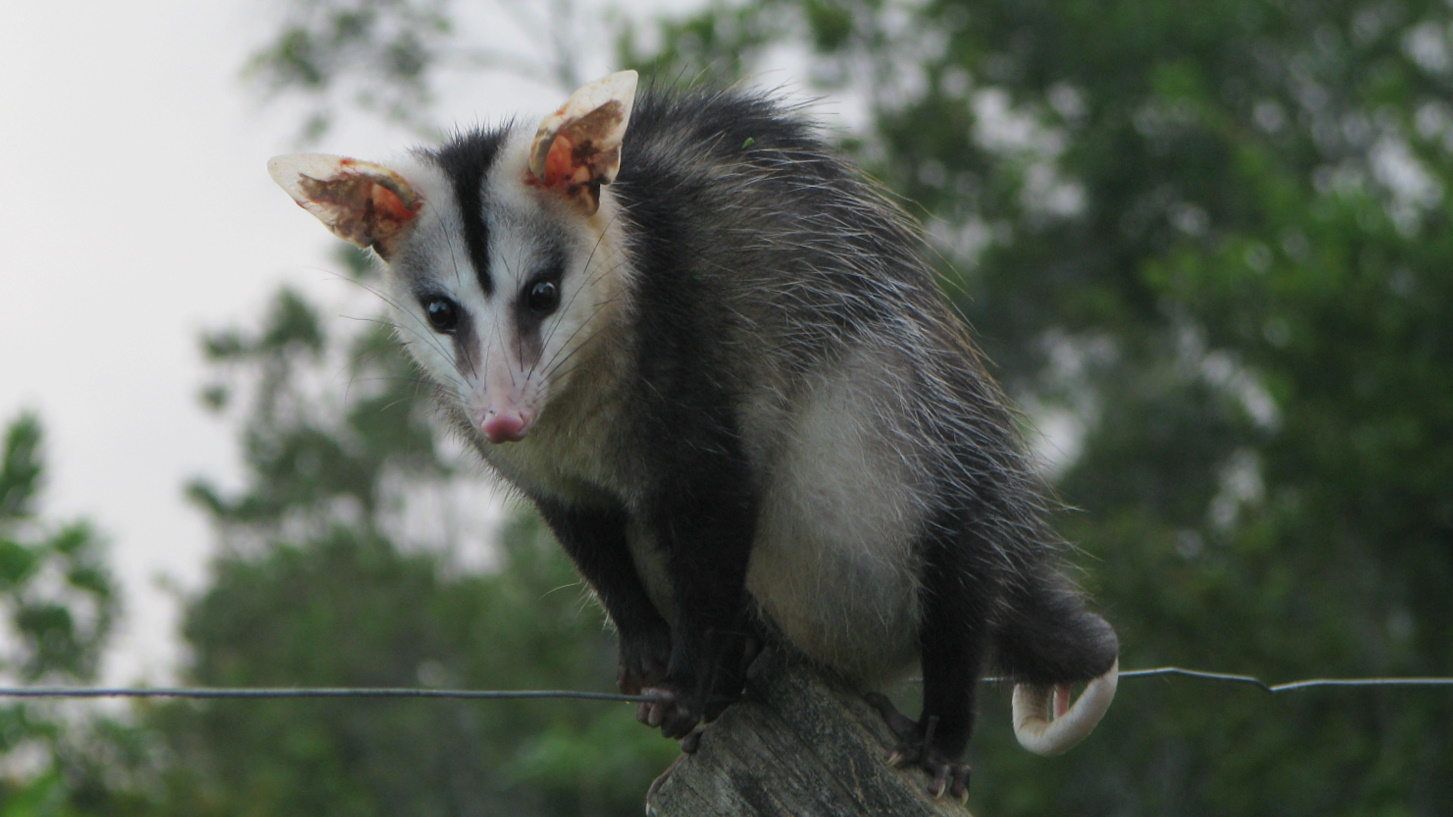
Didelphis albiventris
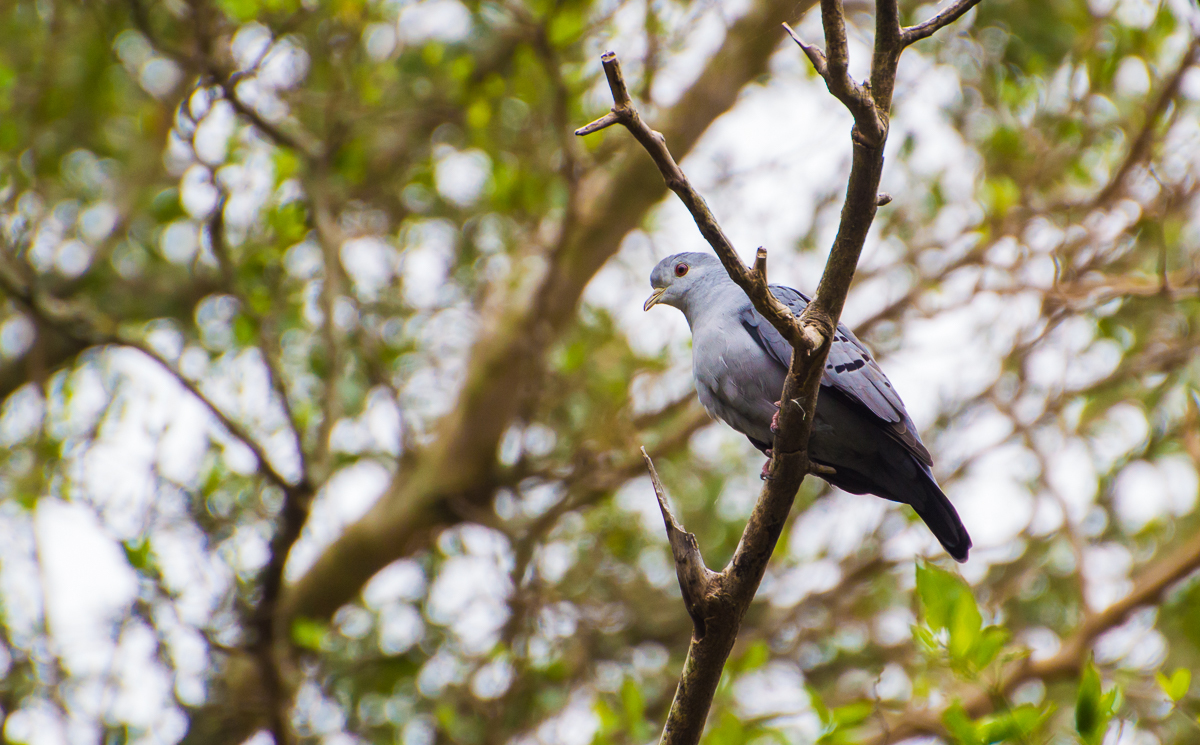
Claravis pretiosa
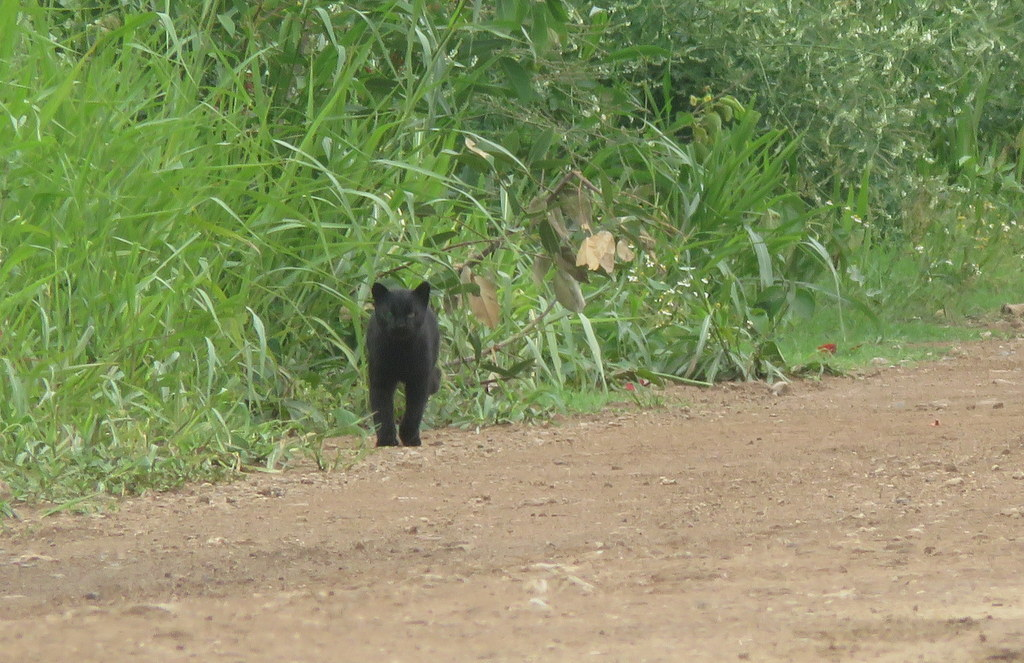
gato montés con melanismo (Leopardus geoffroyi) caminando por el parque nacional Ciervo de los Pantanos
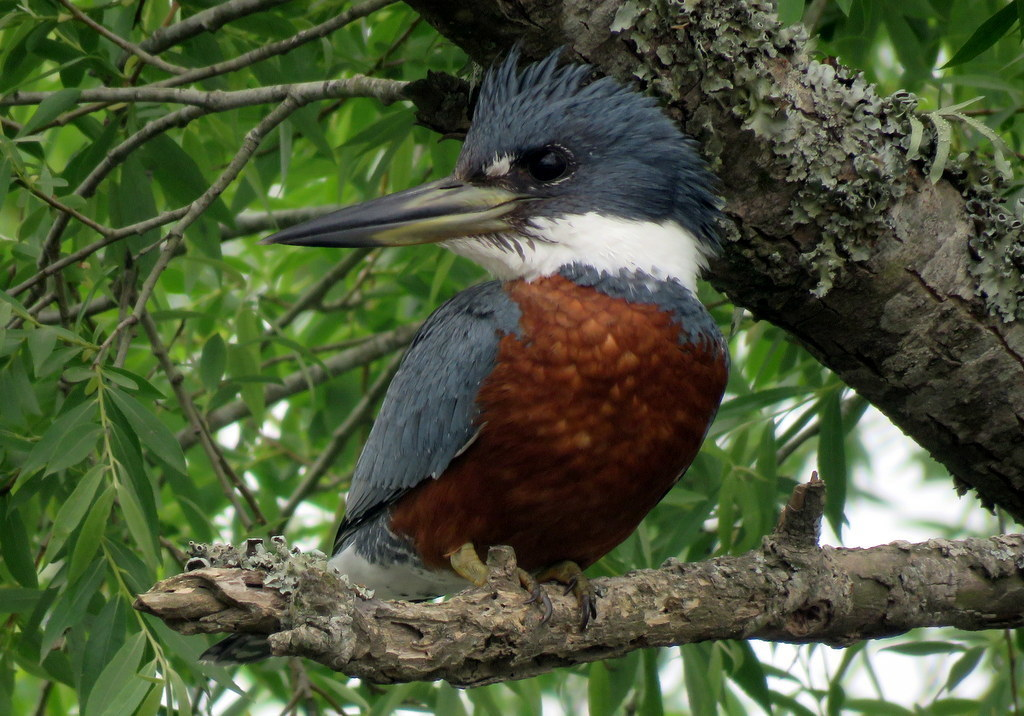
Martín Pescador Grande (Megaceryle torquata) en el Parque Nacional

### Clima
El clima predominante en la zona es del tipo templado húmedo, por la influencia del efecto moderador del Río de la Plata. 
Los vientos predominantes son del sudoeste en alternancia con los del sudeste que tienen intensidad y frecuencia variables influyendo en el caudal de los arroyos y ríos. 
Temperaturas medias anuales registradas entre los 16 °C; con máximas en el mes de enero son de 23,4 °C y mínimas en el mes de julio de 10 °C.
Las precipitaciones tienen una media anual de 1000 mm distribuidas en forma homogénea a lo largo de todo el año con mayor intensidad en los meses más cálidos. Entre mayo y noviembre pueden presentarse heladas.